# Антонен Арто
Антоан Мари Жозеф Арто (фр. Antoine Marie Joseph Artaud), боље знан као Антонен Арто (фр. Antonin Artaud, 4. септембар 1896 – 4. март 1948), био је француски драматург, песник, есејиста, глумац, и позоришни редитељ, познат као као један од главних фигура позоришта 20. века и Европске авангарде.

## Младост
Антоан Арто рођен је 4. септембра 1896 у Марсељу, у Француској. Његови родитељи Еуфразија Налпас и Антоан-Рој Арто обоје су били грађани Смирне (данашњи Измир ), и он  је био под великим утицајем његовог Грчког порекла. Његова Мајка је родила деветоро деце, али само је двоје поред Антоана преживело детињство. Када је имао четири године, Арто је имао тежак случај менингитиса, због кога је имао раздражљив темперамент током адолесценције. Он је такође боловао од неуралгије, муцања, и тешких напада клиничке депресије.
Антоанови родитељи су организовали дуги низ боравака у Санаторијуму  за њиховог темпераментног сина, који су трајали дуго и били скупи. То је трајало пет година, са паузом од два месеца у јуну и јулу 1916. године, када Арто је регрутован у Француску војску. Он је наводно отпуштен због његове навике да месечари у сну. Током његовог лечења у санаторијуму, прочитао је Артур Рембоа, Шарла Бодлера, и Едгара Алана Поа. У мају 1919. године, директор санаторијума преписао је лауданум за Артоа, према ком је и према другим опијатима Арто створио доживотну зависност.

## Позориште окрутности
Арто је веровао да позориште треба да буде снага за ослобођење људске подсвести и откривања човека према себи. Он је позвао на "заједницу између глумца и публике у магичном егзорцизму; комбинацију гестова, звукова, необичних сцена, и осветљења да би формирао језик, супериоран речима, који се може користити да подрива у мисли и логику и да шокира гледаоце давајући им поглед у  нискост његовог света."
У његовој књизи Позориште и његов двојник,  која је садржала први и други манифест за "Позориште окрутности", Арто је изразио дивљење према источним облицима позоришта, посебно у Балима. У једном тренутку, он је навео да под окрутношћу није мислио искључиво на садизам или изазивање бола, већ често насилну, физички одлучност да разбије лажну реалност. Он је веровао да је текст био тиранин над значењем, и залагао, уместо тога, за позориште направљено од јединственог језика, на пола пута између мисли и покрета. Арто је описао духовност у физичком смислу, и веровао је да су сва позоришта физички изражена у простору.
Позориште окрутности је створено у циљу да врати у позориште страствен и конвулзиван концепт живота, и у том смислу насилне строгости и екстремне кондензације сценских елемената да се окрутност у којима се заснива мора се схватити. Ова окрутност, која ће бити крвава када је то неопходно, али није системски тако, може на тај начин да се идентификује са неком врстом тешке моралне чистоће која се не боји да плати животу цену која мора да буде плаћен. - Антонен Арто, Позориште окрутности, у теорији модерне Стаге, пингвин, 1968, п.66 (ед Ерик Бентли.)